# Кончинка (карточная игра)
Кончинка — карточная игра, имеющая также варианты и другие названия: кончина, скопа, карусель, тинтере, тинтерей, тинтерет, гончина, гонщина. Известна в России с XVIII века. В одном из вариантов распространена и сейчас. В статье описывается вариант Скопа.

## Правила скопы
Игроков от 2 до 4. При 4 игроках игра ведется парами. Колода — 52 листа. Сдача — 4 карты. Стоимость карт в очках — по цифрам, туз — 1 очко, у картинок очков нет.
Ходят традиционно — от сдатчика влево. После сдачи верхние 4 карты из колоды кладут открытыми на стол. Игрок, показав свою карту, должен взять со стола равную карту, или несколько таковых с равным количеством очков. Например, десяткой можно взять семёрку, двойку и туза, так как они в сумме дают 10 очков. К,Д,В берут только равных себе. Если игрок не может взять ничего, то кладёт свою карту в общий ряд на стол. Взятки же складывает у себя рубашкой вверх.
Когда карты на руках кончаются, сдатчик (один и тот же до конца кона) сдаёт ещё по 4, но на стол уже карты не выкладываются. По окончании колоды, оставшиеся на столе карты забирает тот, кто взял последнюю взятку.
Выигрывает набравший больше очков. Взявший больше карт получает 2 очка, больше трефовых карт — 1 очко, взявший 2Тр — 1 очко, 10Буб — 1 очко. Если игроки набрали поровну карт (по 26), то получают по одному очку. В некоторых компаниях трефы заменяются червами, а 2 треф — тузом пик.
Далее меняется сдатчик, и игра ведётся до определённого количества очков, например, до 21.